# Jascha (Vorname)
Jascha ist ein männlicher Vorname. Es gibt ihn als Kurzform für Jadwiga auch als weiblichen Vornamen.
Jascha bedeutet JHWH möge schützen.

## Herkunft und Bedeutung
Der Name Jascha ist vor allem in Russland, Belarus und in der Ukraine sehr verbreitet.
Er ist eine slawische, besonders russische, Koseform (Яша) von Jakov; mit dem typisch slawischen Suffix -scha. Sonstige Schreibweisen: Jaša, Jasza, Yasha, Iaşa, Yacha, Yaša.
Nicht zu verwechseln mit dem iranischen und turksprachigen Namen Jaschar (Yashar, Yaşar).

## Namenstag
Dem Namen Jascha ist kein Namenstag zugeordnet.

## Bekannte Namensträger
- Jascha Baum (* 1998), deutscher Schauspieler und Musiker
- Jascha Brodsky (1907–1997), Geigenlehrer
- Jascha Heifetz (1901–1987), amerikanischer Geiger
- Jascha Horenstein (1898–1973), ukrainisch-jüdischer Dirigent
- Jascha Nemtsov (* 1963), Pianist und Musikwissenschaftler russisch-jüdischer Herkunft
- Jascha Repp (* 1972), deutscher Physiker
- Jascha Rust (* 1990), deutscher Schauspieler
- Jascha Urbach (* 1980), deutscher Autor, Verleger und Aktivist
- Jascha Washington (* 1989), amerikanischer Schauspieler und Sänger